# Bakchiadzi
Bakchiadzi (gr.: Βακχιάδαι, Bakchiádai) – starożytna dynastia dorycka panująca w Koryncie od ok. 1050 do VII w. p.n.e. Dorowie pod dowództwem Aletesa wyprawili się na Korynt. Doridas i Hyantidas zrzekając się władzy na rzecz Aletesa, mogli zostać. Lud natomiast pokonany na polu walki został wypędzony z miasta. Dynastia, pochodząca od herosa Heraklesa, sprawowała władzę przez pięć pokoleń do Bakchisa. Od jego imienia dynastia Heraklidów przyjęła nową nazwę. Od Bakchisa do Telestesa, syna Arystomedesa, władza królewska była sprawowana przez pięć pokoleń.
W r. 747 p.n.e. (tradycyjna data) doszło do arystokratycznego przewrotu. Arieus i Perantas z nienawiści dokonali zabójstwa króla Telestesa. Od tego czasu monarchia Koryntu przestała istnieć. Wprowadzono wówczas instytucję rocznych prytanów. Bakchiadzi do schyłku VI w. p.n.e. wybierali spośród siebie najwyższego urzędnika, a dochody państwa traktowali jako własne. Przeciwnicy polityczni musieli emigrować, zakładając nowe kolonie. Miasto pod rządami rodu rozwijało się w dziedzinie gospodarczej i kulturalnej. Powstały wówczas dwie kamienne świątynie, jedne z najstarszych w Grecji właściwej, pokryte terakotową dachówką (Apollona i Posejdona na Istmie).
W r. 657 p.n.e. doszło do zamachu stanu z powodu surowych rządów Bakchiadów oraz ich przegranej bitwy morskiej z Korkyrą. Zostali oni wygnani przez Kypselosa, po matce Bakchiady, który ogłosił się tyranem Koryntu. Bakchiadzi uciekli na Korkyrę, do Sparty i na zachód, tradycyjnie do Syrakuz na Sycylii, i do Etrurii, gdzie Demaratos zainstalował się w Tarkwinii, zakładając dynastię królów etruskich. Królewska linia Linkos w górnej Macedonii także twierdziła o swym pochodzeniu od Bakchiadów. Mity założycielskie Korkyry, Syrakuz, Megary Hyblajskiej zawierają wiele szczegółów o dynastii i wyprawach Archiasza z Koryntu, legendarnego założyciela Syrakuz w r. 734/733 p.n.e. oraz Filolaosa, ukochanego Dioklesa z Koryntu, zwycięzcy w Igrzyskach Olimpijskich w r. 728 p.n.e. i prawodawcy (nomothetes) Teb.

## Potomkowie Heraklesa w Koryncie
Dynastia Heraklidów
- Antioch [syn Heraklesa i Medy, córki Fylasa, króla Dryopów]
- Fylas [syn]
- Hippotes [syn Fylasa i Lejpefile, córki Jolaosa, bratanka Heraklesa]
- Aletes (król Koryntu ok. 1000 p.n.e.) [syn]
- Iksion (król Koryntu ok. 975) [syn]
- Agelas I (król Koryntu ok. 950) [syn]
- Prymnes (król Koryntu ok. 925) [syn]

Dynastia Bakchiadów
- Bakchis (król Koryntu ok. 900) [syn]
- Agelas II (król Koryntu 889-859) [syn]
- Eudemos (król Koryntu 859-834) [syn]
- Arystomedes (król Koryntu 834-799) [syn]
- Agemon (król Koryntu 799-783)
- Aleksander (król Koryntu 783-758)
- Telestes (król Koryntu 758-747) [syn Arystomedesa]
- Automenes (najwyższy urzędnik (prytan) Koryntu 747)
- Potomstwo